# Oligodon taeniolatus
Oligodon taeniolatus es una especie de serpiente del género Oligodon, familia Colubridae. También conocida como serpiente kukri del norte. Fue descrita científicamente por Jerdon en 1853.
Se distribuye por Sri Lanka, India, Pakistán, Bangladés y Turkmenistán.

## Subespecies
- Oligodon taeniolatus fasciatus (Günther, 1864)
- Oligodon taeniolatus taeniolatus (Jerdon, 1853)

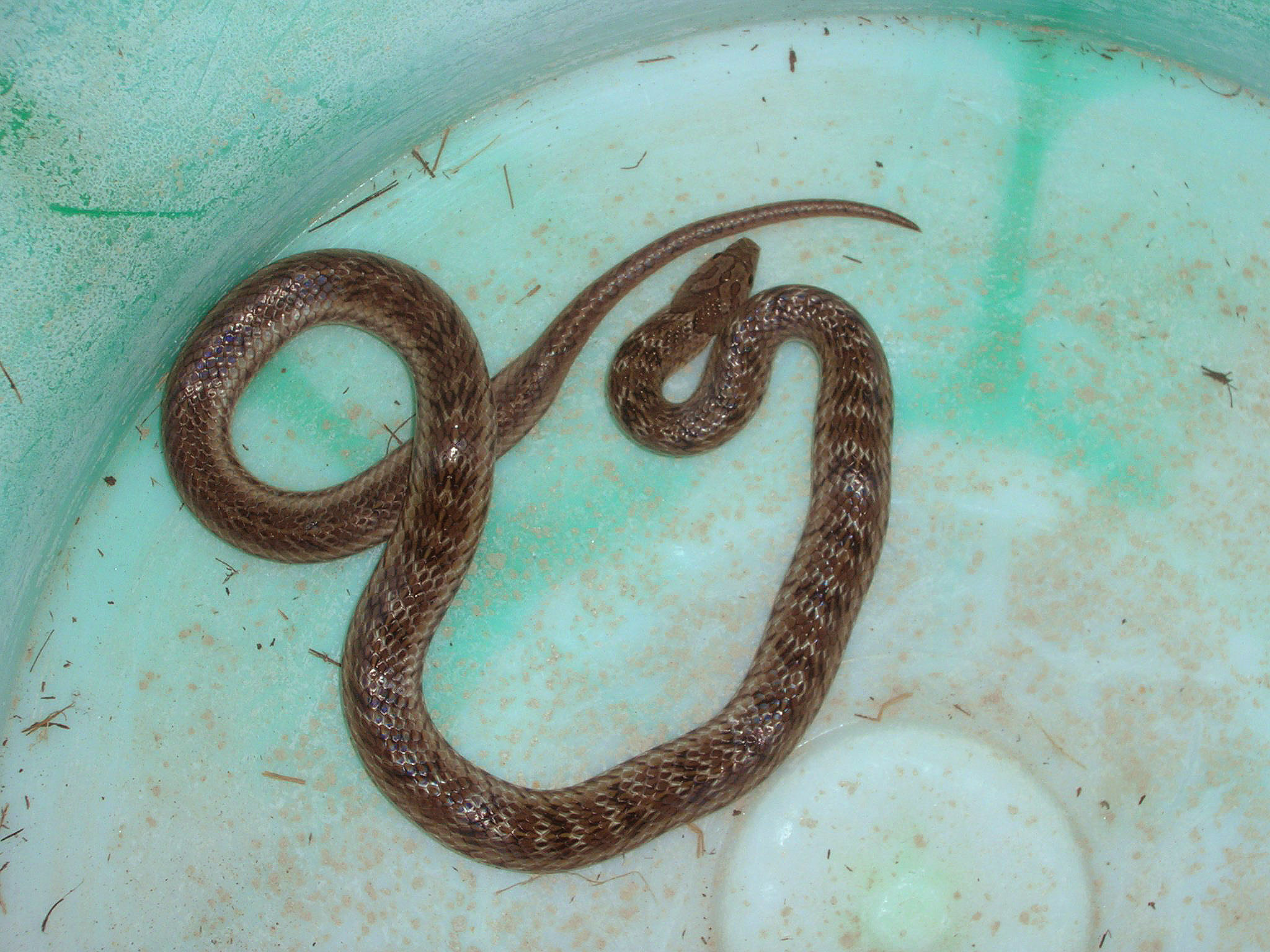
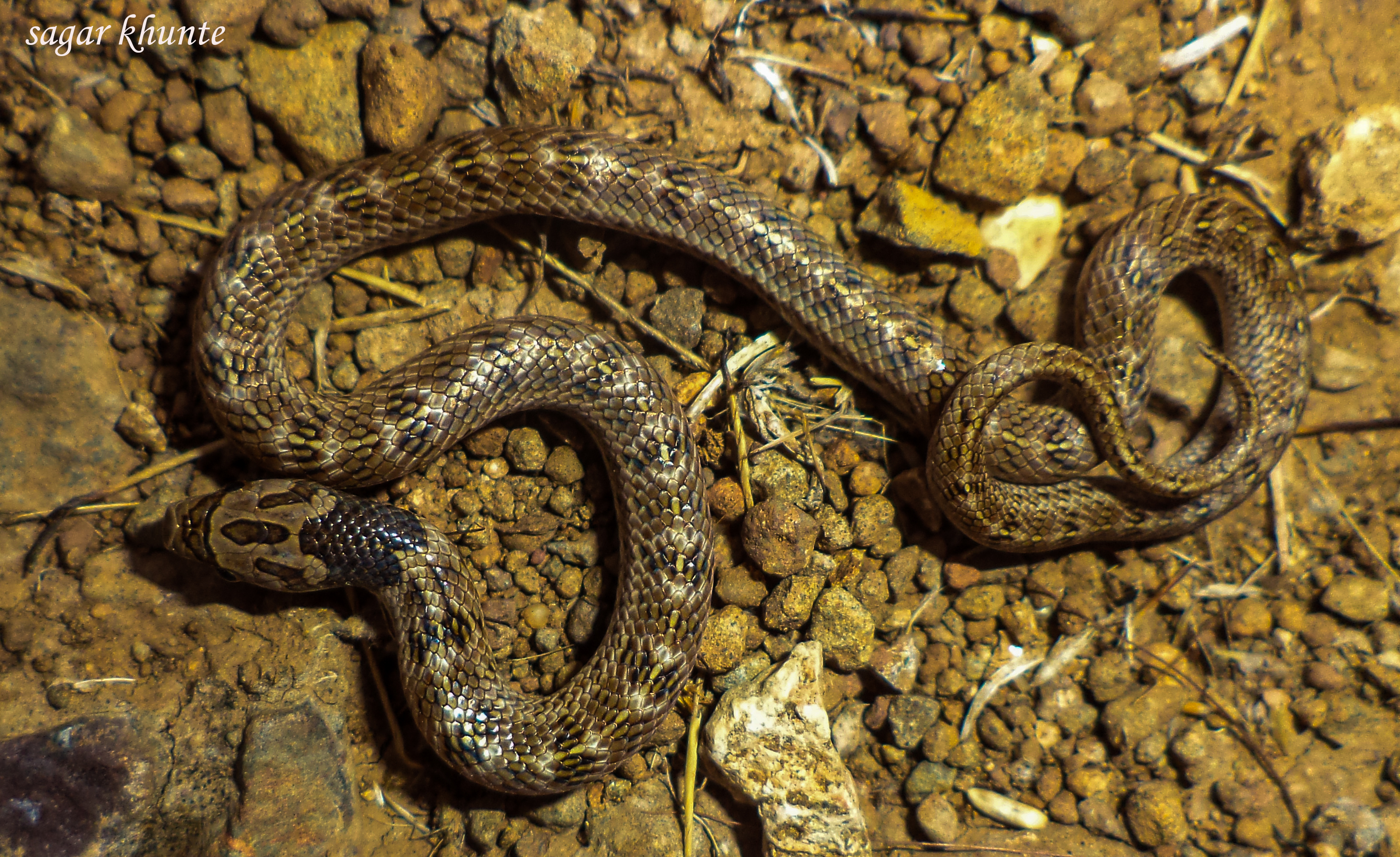
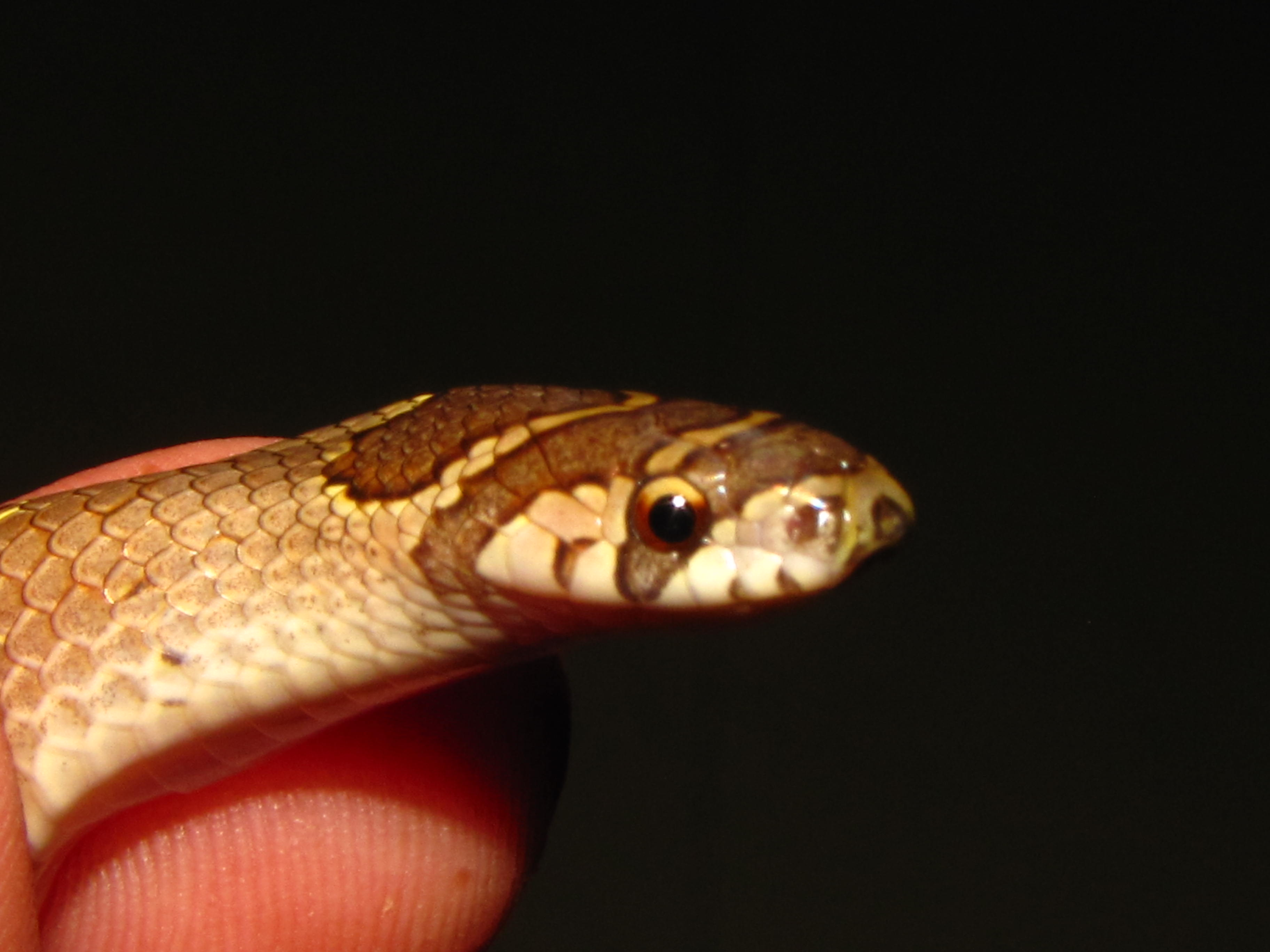
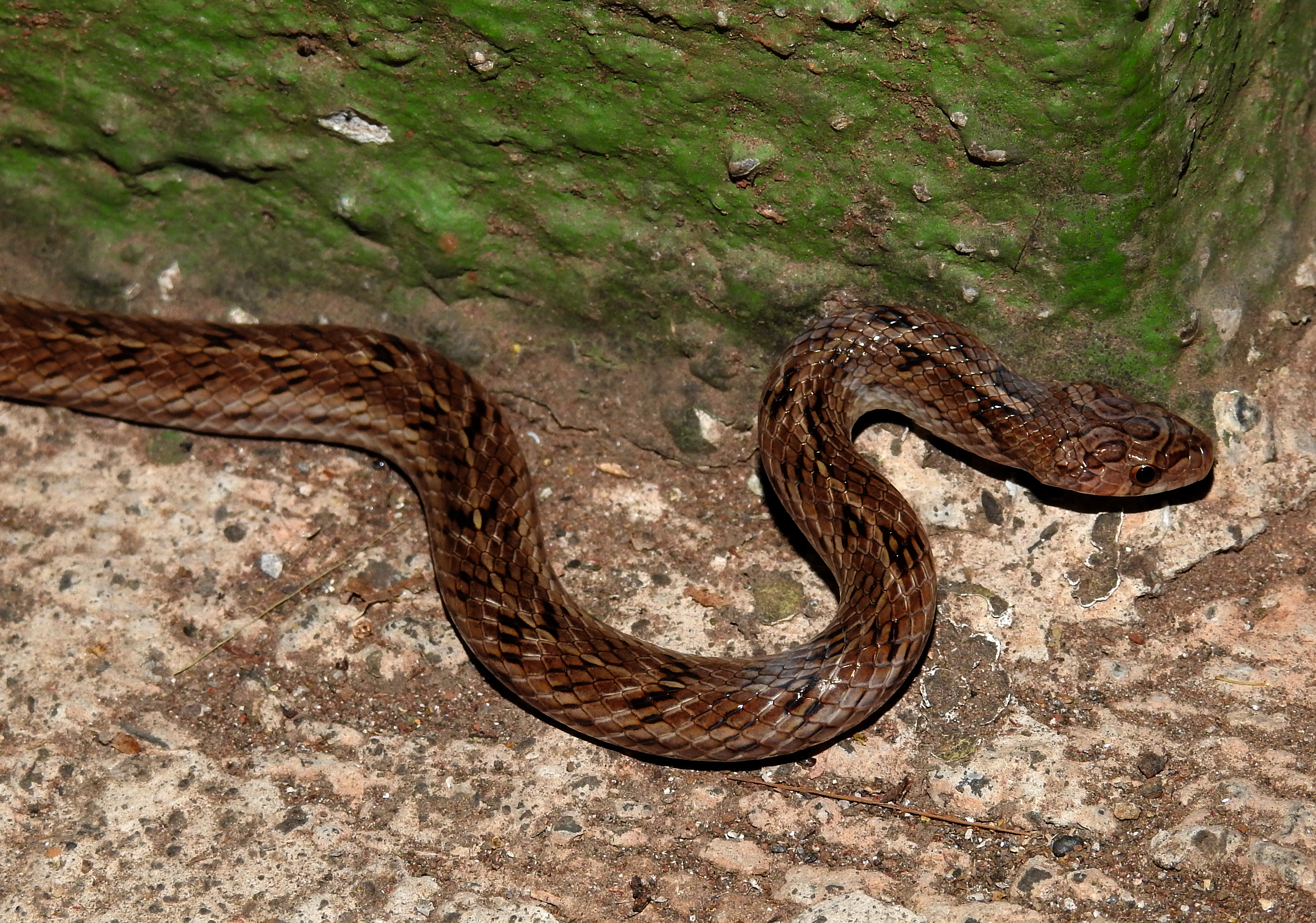